# Emil Strecker

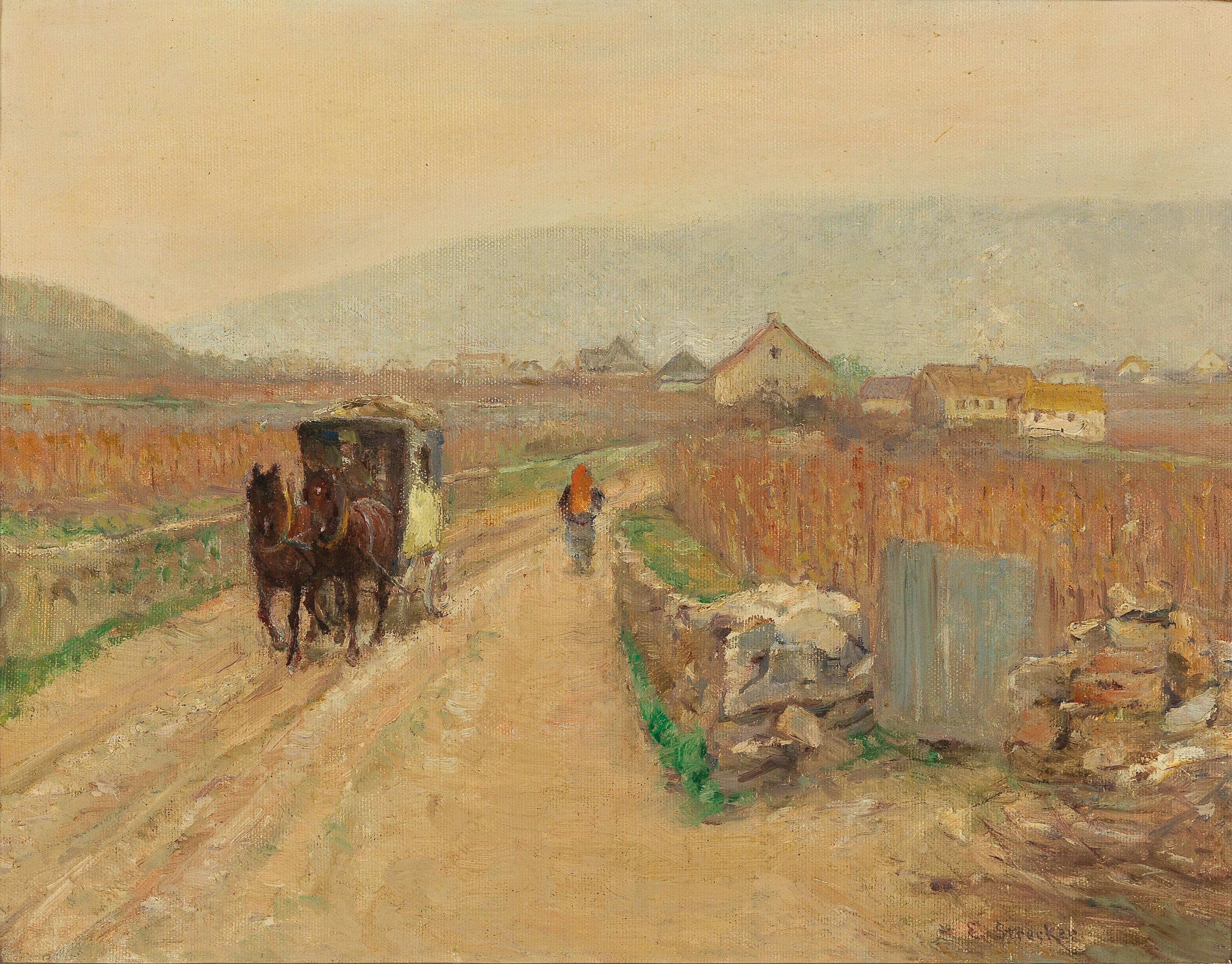

Emil Strecker (* 29. September 1841 in Dresden; † 18. Dezember 1925 in Dürnstein) war ein in Deutschland geborener, in Österreich lebender Kunstmaler.
Der Bildhauer und Maler hatte zunächst an der Dresdner Akademie bei Ernst Julius Hähnel Bildhauerei studiert und Malerei nebenher als Schüler Ludwig Richters erlernt. Für sein bildhauerisches Schaffen wurde er mit dem deutschen Staatspreis und einem Stipendium in Form einer Romreise ausgezeichnet. In der Folge hielt er sich drei Jahre in Italien auf und verarbeitete die erlebte Farbenpracht als Maler.
Strecker studierte von 1870 bis 1875 an der Kunstakademie Düsseldorf bei Julius Roeting und Wilhelm Sohn. 1883 ließ er sich in Wien nieder, wo er sich bei Heinrich von Angeli weiter ausbildete, und stellte als Mitglied des Wiener Künstlerhauses regelmäßig aus. Ab 1900 war er Mitglied des Hagenbundes. Strecker war vor allem in Dürnstein tätig, wo er lange lebte und Ehrenbürger wurde. 1904 erhielt er für sein Bild Kirtag in der Wachau die Kleine Goldene Staatsmedaille. 1919 gründete er den Wachauer Künstlerbund, dessen Ehrenpräsident er wurde. Er starb 1925 in Dürnstein.